# ۴۴۰ (میلادی)
۴۴۰ (میلادی) چهارصد و چهلمین سال تقویم میلادی است.

## زادگان
- شیلدریک یکم، پادشاه فرانک‌های سالی از دودمان مروونژی (تاریخ احتمالی)

## درگذشتگان
- ۱۷ فوریه – مسروب ماشتوتس، مترجم و الهی‌دان اهل ارمنستان